# دیانا مارکوسیان
دیانا مارکوسیان (انگلیسی: Diana Markosian؛ زادهٔ ۱۹۸۹ (۳۵–۳۶ سال)) نویسنده، عکاس، و روزنامه‌نگار ارمنی‌تبار اهل ایالات متحده آمریکا است.